# Arthouse Vienna
Arthouse Vienna war eine österreichische Porno-Produktionsfirma und Streaming-Plattform aus Wien, mit Zielrichtung eines feministischen und ästhetischen Zugangs zur Pornografie. Arthouse Vienna wurde von der Opernsängerin Adrineh Simonian und dem Filmemacher Patrick Catuz gegründet.

## Hintergrund
Adrineh Simonian gründete Arthouse Vienna und wechselte im Sommer 2014 vom Opernfach zur Pornoproduktion. Gemeinsam mit Patrick Catuz, der in den Bereichen der Porn Studies, Gender Studies und Kulturwissenschaften lehrt und forscht, produzierte sie seit 2016 „alternative Pornografie“.
Arthouse Vienna galt als Porno-Produktionsfirma und Streaming-Plattform Österreichs, die sich im Kontext alternativer oder feministischer Pornografie bewegte und einen ethischen Ansatz verfolgte. Es sollte ein Gegenentwurf zur sonst abwertenden Darstellung von Frauen im herkömmlichen Porno aufgezeigt werden. Der Fokus lag vor allem auf der Lust der Frau und die Repräsentation aller Körper, Geschlechter und sexueller Orientierungen und zentrierte auch im Bereich sexueller Praktiken Diversität. Simonian und Catuz folgen einem Authentizitätsanspruch, den sie durch die Arbeit mit Darstellenden, die noch nie Sex vor der Kamera hatten, erreichen wollten. Sie strebten einen intersektionalen Ansatz an, der sich gegen die Stigmatisierung der Pornografie richtete, wozu auch ein ethischer und nachhaltiger Zugang zählte. Als Darsteller wurden sowohl professionelle Pornodarsteller als auch Laien engagiert. Auch gab es keinen Orgasmuszwang wie in herkömmlichen Pornoproduktionen. Die Akteure durften auch bei der Veröffentlichung mitbestimmen. Bis 2019 entstanden rund 20 Filme.
Ausgewählte Filme waren 2016–2017 im Wien Museum im Rahmen der Ausstellung „Sex in Wien. Lust. Kontrolle. Ungehorsam.“ zu sehen. Auch beim Porn Film Festival Vienna waren Simonian und Catuz mit Arthouse Vienna vertreten.
Mit ihrer Agentur Artgroup belegte Arthouse Vienna 2018 den zweiten Platz beim Caesar Werbepreis unter der Kategorie des Dialogmarketings.
2025 war die Website nicht mehr erreichbar.